# El escuerzo

El escuerzo es una película de terror argentina de 2024, dirigida por Augusto Sinay. Está basada en el cuento homónimo de Leopoldo Lugones.
A pesar de no haber contado con estreno en salas comerciales, se convirtió en la segunda película cordobesa más taquillera de la historia, solo por detrás de De caravana.
Está enmarcada temporalmente en 1866, durante la Guerra de la Triple Alianza. Si bien las escenas de las batallas no se muestran explícitamente, la figura del escuerzo representa el miedo que generaba esta circunstancia en los pueblos argentinos. Desde la muerte del escuerzo, la película no muestra el cielo hasta el final.

## Argumento
El joven gaucho Venancio mata un escuerzo, un animal que, según el relato de su madre, resucita para vengar su muerte. Ambientada durante la Guerra del Paraguay, el joven emprende un viaje para terminar con la maldición.
La historia gira alrededor de las vidas de personajes como campesinos, cuatreros y gauchos, que en palabras del director, eran «gente con pocos derechos que se buscaba la vida (...) en la Córdoba rural del siglo XVIII y XIX».

## Reparto
Para el rodaje de la película, se convocó al actor Cristóbal López Baena, quien debuta en un rol protagónico en un largometraje con el papel de Venancio. Luego se sumó al equipo el premiado actor español Javier Pereira, en un rol coprotagónico.
El resto del elenco está compuesto por los cordobeses Eva Bianco, Beto Bernuez, Valeria Beltramo, Ciro Cavo Beltramo, Lucía Castro, Maximiliano Gallo, Diego Haas, Raúl Sánchez, Emilio Mazzuco, Daniel Aimetta y Fabio Camino; y el español Martín Aslan.

## Producción
Se trata de una coproducción argentino-española, que llevó diez años de trabajo. El rodaje principal se llevó a cabo en Las Calles del Valle de Traslasierra, en la provincia de Córdoba, de donde además es oriundo Martín Heredia Troncoso, el director de fotografía. Algunas escenas complementarias se filmaron en la ciudad de Córdoba.
El equipo técnico contó con tan solo 40 personas, con el apoyo del Instituto Nacional de Cine y Artes Audiovisuales, el Polo Audiovisual de Córdoba y el Programa Ibermedia español, con un estimado de 500 puestos de trabajo generados. Semanas antes del estreno, se decretó el cierre del INCAA, ordenado por el presidente Javier Milei, una medida que fue criticada por Sinay, ya que se trató de un organismo crucial para el desarrollo de este proyecto, a través del Concurso Raymundo Gleyzer. Para la fecha del estreno, el concurso había dejado de existir.
Para el desarrollo del guion, se tomaron como fuentes cartas y notas de diario de la época. Para los posicionamientos a favor y en contra de la Guerra del Paraguay, se recurrió a textos de Bartolomé Mitre y Juan Bautista Alberdi, respectivamente, así como también a cartas del cacique Calfucurá y notas del general Lucio V. Mansilla y fragmentos de juicios a campesinos, cuatreros y gauchos.
Para los diálogos, Sinay reconoce que le sirvieron de referencia más de 20 libros de historia, además de la obra Córdoba rural, una sociedad campesina (1750-1850) de la antropóloga e investigadora del CONICET Sonia Tell.

## Estreno y recepción
Se proyectó por primera vez en el Festival Feratum de cine fantástico en Michoacán y luego en el Festival Fantaspoa de Porto Alegre, el festival más grande de cine fantástico y de terror de América Latina, además de numerosos festivales, tanto argentinos como españoles. Tuvo su estreno oficial el 1 de agosto de 2024 en Argentina.
Tuvo un estreno simultáneo en salas independientes de Córdoba, Buenos Aires, Rosario, Mendoza, Caleta Olivia y La Banda. Las funciones durante las primeras semanas fueron a sala llena y muchas personas quedaron sin poder ingresar. El éxito del estreno llevó a prolongar su presencia en cartelera.
El cineasta argentino Cristian Bernard escribió: «No solo es una de las mejores películas de horror argentinas, sino que es una de las mejores películas nacionales de los últimos años. (...) Viaja hacia el territorio del wéstern gauchesco, el terror de Quiroga y la fantasía borgeana. El escuerzo es una nueva obra maestra de nuestro cine.».
El periodista cultural Ezequiel Boetti indicó: «El escuerzo apela a un fantástico nunca subrayado, incluyéndolo como parte de la cosmogonía general. Con un trabajo notable de sonido ambiente, lo que enriquece y complejiza el fuera de campo, el debut –que no parece tal– en la realización de Sinay está hecho de la misma materia que esas situaciones que se vivencian durante la vigilia sin saber si son reales o el fruto de una ensoñación perturbada.».

## Premios y nominaciones
| Premio/Festival de Cine                              | Fecha del evento        | Categoría                | Nominado      | Resultado | Ref.   |
| ---------------------------------------------------- | ----------------------- | ------------------------ | ------------- | --------- | ------ |
| Festival Feratum                                     | 12 de noviembre de 2023 | Mejor Película de Terror | El escuerzo   | Ganadora  | [ 10 ] |
| Festival Fantaspoa                                   | 28 de abril de 2024     | Mejor Película           | El escuerzo   | Ganadora  | [ 11 ] |
| Festival Fantaspoa                                   | 28 de abril de 2024     | Mejor Guion              | Augusto Sinay | Ganador   | [ 11 ] |
| Festival Internacional Nieve Roja de El Bolsón       | 12 de mayo de 2024      | Premio FantLatam         | El escuerzo   | Ganadora  | [ 6 ]  |
| Festival Internacional de Cinema de Tárrega I Ponent | 30 de junio de 2024     | Mejor Película           | El escuerzo   | Ganadora  | [ 4 ]  |